# Mellicta fiorii
Mellicta fiorii är en fjärilsart som beskrevs av Rocci 1932. Mellicta fiorii ingår i släktet Mellicta och familjen praktfjärilar. Inga underarter finns listade i Catalogue of Life.